# Okiya

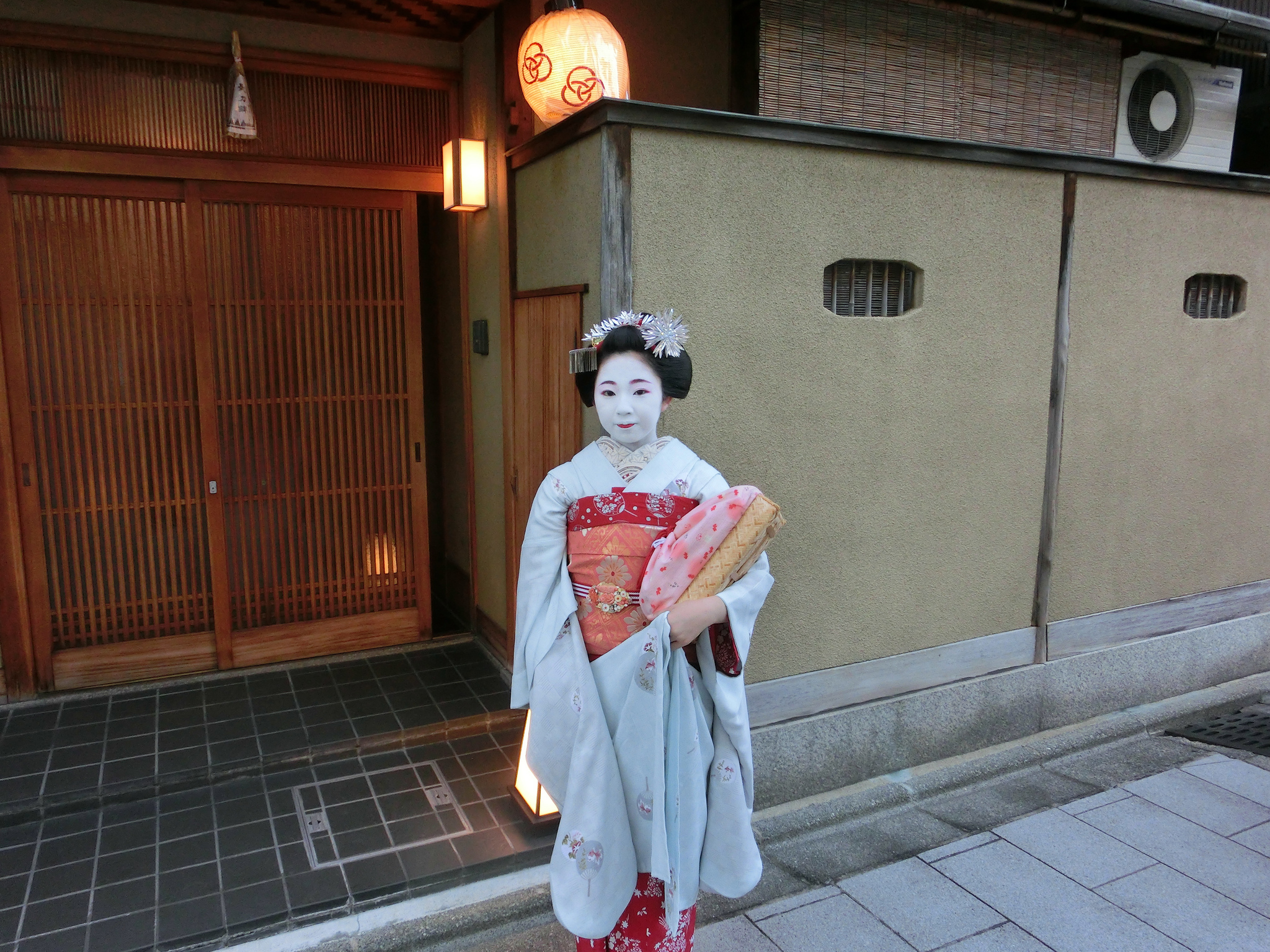
Maiko junto a su okiya.

Una okiya (置屋?) es el albergue que da alojamiento a una maiko o geisha mientras dura su nenki, o contrato.
El primer paso que ha de seguir una mujer joven para convertirse en una geisha es ser aceptada en una okiya, una casa de geishas propiedad de la mujer que pagará por su entrenamiento. La cabeza de la okiya es llamada okasan, que es palabra japonesa para 'madre'. La okiya normalmente paga todos los gastos, incluidos los kimonos y la formación. La okiya (pensión) es una gran parte de la vida de una geiko y una maiko, porque las mujeres en la okiya son la familia de las geishas, y la okasan gestiona su carrera en el karyūkai (mundo de la flor y el sauce).
Una geiko ('geisha' en el dialecto de Kioto) vive en una casa de geishas (okiya), y trabaja en una casa de té (o-chaya), donde hay música, baile, fiesta, a veces alimentos, y siempre abundante alcohol. La geisha paga un porcentaje de sus ganancias para mantener la casa y dar apoyo a todas las personas que viven allí y que no trabajan como geishas, incluidas las maiko (aprendices de geishas), las geishas jubiladas y las amas de casa. Kioto es uno de los lugares donde la estricta formación de geishas continúa todavía y las tradiciones geiko se transmiten.
Puede haber más de una geisha o maiko viviendo en una okiya en un momento dado. Inversamente, hay casas con licencia de okiya, pero sin ninguna geisha viviendo allí. En general, una geisha que ha cumplido sus obligaciones financieras con la casa pueden optar por vivir de forma independiente, aunque permanece afiliada a la okiya para el resto de su carrera. En el interior de los pequeños confines de las comunidades geiko, son las mujeres y no los hombres las que ostentan el poder: todos esperan niñas, no niños, para que puedan continuar la línea de ser geishas. Ya que toda su concentración está puesta en los hombres cuando están trabajando, las geiko y maiko viven en una sociedad matriarcal. Las mujeres administran el okiya, las mujeres enseñan a las niñas los conocimientos necesarios para convertirse en verdaderas geishas, y son las mujeres quienes introducen a las nuevas maiko en las casas de té que serán su medio de vida. Las mujeres manejan las casas de té también, y pueden hacer surgir o destruir la carrera de una geisha. Si una geisha ofende a la señora de la principal casa de té donde hace negocios, puede perder su medio de vida por completo.
La okasan de la okiya puede adoptar una de las geishas como su hija (musume), que será su heredera (atotori), por lo cual la niña vive en la okiya y todo el dinero que gana va a la okiya. En virtud de tal arreglo, las deudas de las geishas son absorbidas por la okiya. 